# 马蒂利亚拉塞卡
马蒂利亚拉塞卡，是西班牙卡斯蒂利亚-莱昂萨莫拉省的一个市镇。 总面积12平方公里，总人口70人（2001年），人口密度6人/平方公里。